# Islip (New York)
Pour les articles homonymes, voir Islip.
Islip est une ville (town) du comté de Suffolk, situé dans l'île de Long Island, dans la banlieue de New York aux États-Unis.

## Personnalités liées à la ville
- LL Cool J, de son vrai nom James Todd Smith III, rappeur et acteur américain, y est né en 1968, plus précisément dans le hameau de Bay Shore.